# الأكاديمية الوطنية للعلوم في أوكرانيا
الأكاديمية الوطنية للعلوم في أوكرانيا هي أكاديمية علوم، تأسست في 1917، في أوكرانيا.